# 340 (číslo)
Tři sta čtyřicet je přirozené číslo, které následuje po čísle tři sta třicet devět a předchází číslu tři sta čtyřicet jedna. Římskými číslicemi se zapisuje CCCXL a řeckými číslicemi τμ.

## Matematika
340 je:
- Abundantní číslo
- Nešťastné číslo
- Součet osmi (29 + 31 + 37 + 41 + 43 + 47 + 53 + 59) a deseti (17 + 19 + 23 + 29 + 31 + 37 + 41 + 43 + 47 + 53) po sobě jdoucích prvočísel
- Součet prvních čtyř přirozených mocnin čísla 4 (41 + 42 + 43 + 44)
- Počet prvočísel menších než toto číslo je jeho dělitelem

## Astronomie
- (340) Eduarda je planetka hlavního pásu, kterou objevil v roce 1892 Max Wolf

## Doprava
- Silnice II/340 je česká silnice II. třídy vedoucí na trase Vilémov – Seč – Chrudim – Dašice[1][2]

## Roky
- 340
- 340 př. n. l.